# Immigration Restriction Act
Immigration Restriction Act – akt wydany w 1901 roku przez Parlament Australii, który wprowadzał restrykcje w imigracji do Australii i usuwanie z kraju niepożądanych imigrantów jako podstawę Polityki Białej Australii (ang. White Australia Policy). Immigration Restriction Act był kluczowym elementem pakietu ustaw przyjętych przez australijski parlament w 1901 roku. Oprócz niego napływ ludności nieeuropejskiej zahamować miały także Pacific Islander Labourers Act i rozdział 15 ustawy 1901 Post and Telegraph Act. Akt bazował na wcześniejszej polityce kolonii australijskich.
W 1888 roku 70% mieszkańców Australii urodziło się na jej terenie, co zaczęło sprzyjać powstawaniu nastrojów narodowych. Postępująca integracja gospodarcza i komunikacyjna, a z czynników zewnętrznych także ekspansja europejskich mocarstw w rejonie Pacyfiku oraz napływ chińskich imigrantów, przyczyniły się do podjęcia działań na rzecz utworzenia jednolitego państwa australijskiego. W 1901 roku 98% populacji Australii była biała, społeczeństwo to chciało utrzymać taką strukturę etniczną, m.in. w celu ochrony ludności przed konkurencją siły roboczej z imigrantami z Chin i wysp Pacyfiku. Z tego powodu jedną z pierwszych spraw podjętych przez australijski parlament było przyjęcie Immigration Restriction Act, który znacząco utrudniał imigrację Azjatów i mieszkańców wysp Pacyfiku poprzez wprowadzenie obowiązkowego testu językowego. Akt podpisany został przez gubernatora generalnego 23 grudnia 1901 roku.
Test mógł być prowadzony w dowolnym europejskim języku, co zmuszało azjatyckich imigrantów do uprzedniego opanowania języka któregoś z państw europejskich. Polegał na napisaniu tekstu długości 50 słów (dyktanda) i podpisaniu go w obecności urzędnika imigracyjnego. Polecenie napisania testu mogło zostać wydane wobec każdego imigranta w okresie roku od jego przyjazdu. W 1905 roku umożliwiono wypełnianie testu w dowolnym języku, by uniknąć zadrażnień z Cesarstwem Japońskim. Zapisy ustawowe zmieniono wówczas, wprowadzające pojęcie języka posiadającego formę pisaną, ale większość Azjatów nie zdawała go i nie otrzymywała pozwolenia na osiedlenie się w Australii, o ile nie podlegali oni na zasadzie wyjątku surowym regułom zezwalającym na wjazd i posiadali odpowiednio ustosunkowanych wprowadzających. Od 1932 roku test można było zarządzić dowolną liczbę razy w ciągu pięciu lat od przyjazdu imigranta.
W latach 1902–1903 zarządzono test wobec 805 osób, z czego jedynie 46 zdało go. W latach 1904–1909 na 554 osób test zdało sześć, zaś po roku 1909 nie zdała go żadna osoba. Jedną z osób szykanowanych na podstawie testu językowego był Egon Erwin Kisch, który przybył do Australii w 1934 roku. Kisch był niechętnie widziany przez konserwatywny rząd, który podejrzewał go o powiązania z komunistami. Przedstawiono mu do rozwiązania test w języku gaelickim, chociaż mówił on płynnie w języku angielskim (i kilku innych językach). Sprawa Kischa trafiła przed Sąd Najwyższy, który przyznał mu rację.
Akt, często zmieniany, obowiązywał do 1958 roku, a rewizja polityki imigracyjnej nastąpiła już krótko po II wojnie światowej, czego efektem było podwojenie w latach 1947–1981 populacji ludności nieeuropejskiej. Na początku XXI wieku ok. 40% imigrantów przyjeżdżających do Australii stanowili Azjaci.